# Jerago con Orago
Jerago con Orago là một đô thị ở tỉnh Varese trong vùng Lombardia, có cự ly khoảng 40 km về phía tây bắc của Milan và khoảng 13 km về phía nam của Varese. Tại thời điểm ngày 31 tháng 12 năm 2004, đô thị này có dân số 4.869 người và diện tích là 4,0 km².

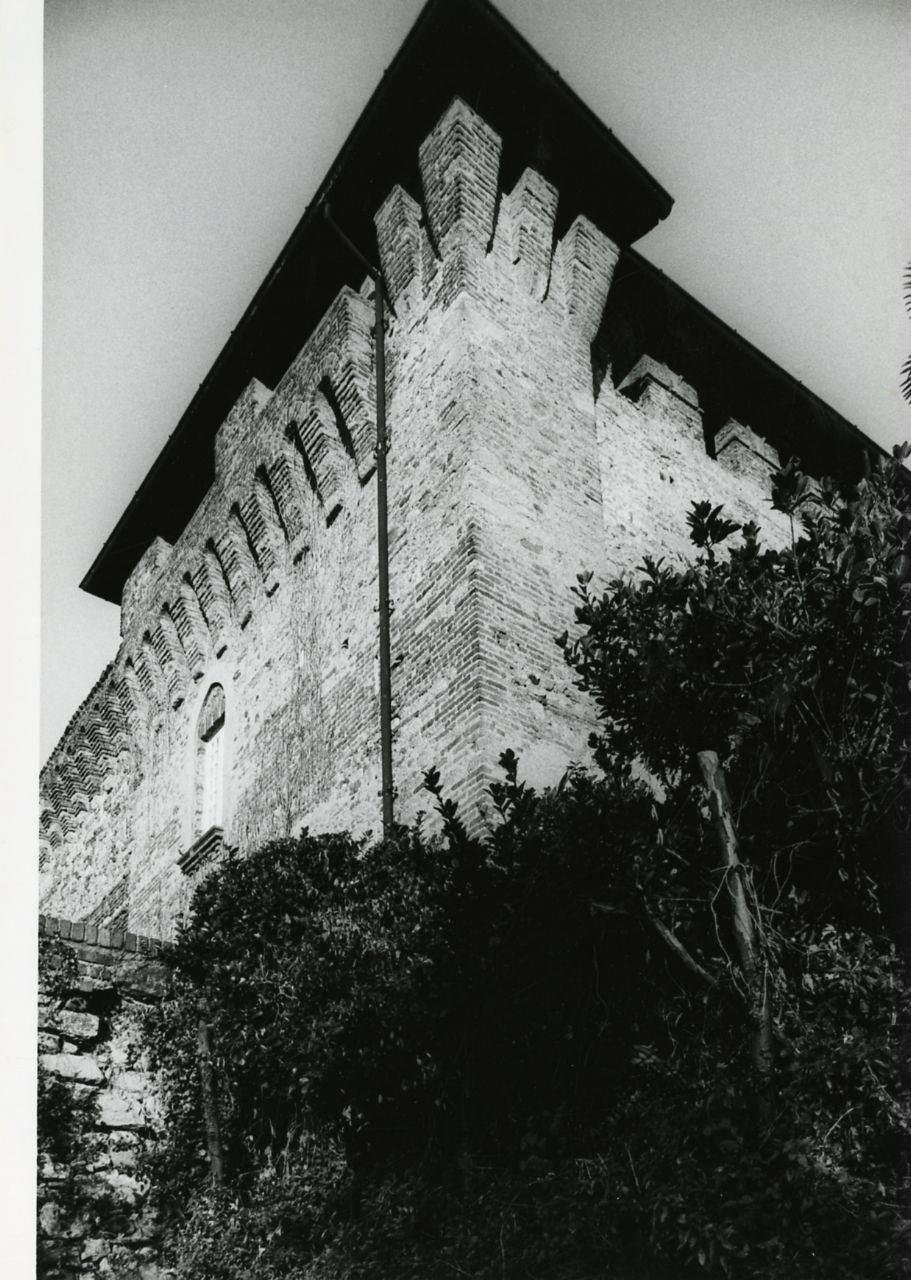
Jerago, 1980 (Paolo Monti)

Jerago con Orago giáp các đô thị: Albizzate, Besnate, Cavaria con Premezzo, Oggiona con Santo Stefano, Solbiate Arno, Sumirago.
In Orago Was born the football player Alessandro Costacurta.